# Erdeni Beg
Erdeni Beg (també Irdana Biy) fou kan de Kokand (1746-1770). Era fill d'Abd al-Karim Khan (el seu antecessor) o del germà i antecessor d'aquest Rahim Beg.
El 1759 el general xinès Chao Hoei, que perseguia al jungar, va despatxar un destacament de soldats per sotmetre als buruts (quirguisos). Foren entretinguts pel camí per Erdeni amb carn d'ovella i vi i quan van marxar va enviar a un oficial per presentar la seva submissió a l'emperador Kien Lung. Els altres begs aliats, Toktu Muhammed d'Andijan i Ilas Ping Li de Marghilan també van enviar missatgers amb tribut i el 1760 Toktu va anar a Pequín en persona portant regals a l'emperador.
El 1762 Erdeni va envair el país d'Ush que pertanyia a Adzi Biy, però el general dels xinesos li va ordenar retirar-se. El 1763 els xinesos van envair altre cop el territori dels buruts.
Erdeni va morir el 1770 i hauria estat succeït per Sulayman Beg, breument, i aquest per Xah Rukh III, que només va regnar tres mesos. No s'assenyala el seu parentiu amb Erdeni (possibles germans) i després va pujar al poder Narbuta Beg (Narbuta Khan).